# Kosmos 2369
Kosmos 2369, ruski ELINT (radioelektronsko izviđanje) satelit iz programa Kosmos. Vrste je Celina-2.
Lansiran je 3. veljače 2000. godine u 09:26 s kozmodroma Bajkonura u Kazahstanu. Lansiran je u nisku orbitu oko planeta Zemlje raketom nosačem Zenit-2 11K77. Orbita mu je 846 km u perigeju i 854 km u apogeju. Orbitne inklinacije je 71,01°. Spacetrackov kataloški broj je 26069. COSPARova oznaka je 2000-006-A. Zemlju obilazi u 101,92 minute. Pri lansiranju bio je mase kg. 
Dio serije Celina koja je nosila signalne instrumente.

## Vanjske poveznice
- N2YO.com Search Satellite Database (engl.)
- Celes Trak SATCAT Format Documentation (engl.)